# Escuela de Medicina de la Universidad Panamericana
La Escuela de Medicina forma parte del conjunto de escuelas y facultades de la Universidad Panamericana en la Ciudad de México. Teniendo la ventaja de contar con generaciones pequeñas, ha obtenido desde 2007 buenos resultados en el ENARM y el examen CENEVAL . La Escuela de medicina de la Universidad Panamericana se considera una buena opción para todo aspirante que desee estudiar la carrera de medicina.

## Historia de la Escuela
La Escuela de Medicina (EMUP) fue fundada por los Doctores Juan Ramon Fabregat y el Dr. Manuel Ramos Kuri en 1996, junto con la Escuela de Enfermería, como parte de la rama de enseñanza en ciencias de la salud de la Universidad Panamericana. También fueron de especial importancia en su fundación el impulso del Rector Dr. Ramón Ibarra, y el Vicerrector Salvador Mier y Terán, así como el trabajo en menor escala de los Doctores (Médicos) Federico Ramos, Jorge Castro y la Doctora Pily Amaya; así como el de la Lic. en Enfermería Lourdes Mier y Terán, y la Secretaria Josefina Agüero. . 
La escuela ocupa una casa antigua en la calle de Donatello, la cual alojaba anteriormente a la Escuela de Ingeniería, por lo que tuvo que ser adaptada para incluir todos los requerimientos de una institución de enseñanza médica: Anfiteatro, quirófanos y laboratorios.
Actualmente la Escuela de Medicina de la Universidad Panamericana es considerada una de las mejores escuelas de medicina en el país.[cita requerida]

## Escuela de Medicina
Anualmente se incorporan alrededor de 60 alumnos al primer año de la carrera, mediante un examen de admisión en el cual se evalúan conocimientos generales, inglés y el perfil psicológico de cada aspirante. 
Cuenta con un plan de estudios modificado en 2003, dentro del cual destacan la integración de las ciencias básicas con las clínicas y la enseñanza de la medicina basada en la evidencia. El programa se divide en diez semestres, siendo los primeros cuatro de ciencias básicas (comenzando rotaciones en hospitales en el cuarto semestre), del quinto al octavo de ciencias clínicas, y el último año de internado e investigación. Para obtener el título de médico cirujano los alumnos deben acreditar el examen profesional, realizar un año de servicio social y acreditar el TOEFL con una calificación mínima especificada.
Dos veces al año se imparten cursos de preparación para el Examen Nacional de Aspirantes a Residencias Médicas (ENARM), siendo ésta la única actividad de posgrado que ofrece la universidad hasta el momento.

## Investigación Biomédica
La escuela de Medicina de la Universidad Panamericana busca generar nuevos conocimientos mediante la investigación. Cuenta con departamentos de investigación básica en las áreas de Biología del Desarrollo, Biología Celular y Tisular, Biología Molecular, Fisiología y Neurociencias. También se hace investigación clínica en los hospitales afiliados e investigación en Bioética.
Ofrece a los alumnos la oportunidad de participar en protocolos de investigación básica, clínica y de salud pública. Anualmente se realiza la Reunión de Investigación de la escuela de Medicina, donde los alumnos tienen la oportunidad de presentar sus proyectos; además se ofrece la oportunidad de participar en congresos y publicaciones nacionales e internacionales.

## Afiliaciones Nacionales
Los cursos de los ciclos clínicos de la Universidad Panamericana son impartidos en los siguientes hospitales: 
- Instituto Nacional de Cardiología "Dr. Ignacio Chávez"
- Instituto Nacional de Ciencias Médicas y Nutrición "Salvador Zubirán"
- Instituto Nacional de Enfermedades Respiratorias
- Instituto Nacional de Neurología y Neurocirugía "Dr. Manuel Velasco Suárez"
- Hospital de Pediatría del Centro Médico Nacional Siglo XXI.
- Hospital General de Zona Francisco del Paso y Troncoso
- Centro Médico Nacional "20 de Noviembre".
- Hospital Adolfo López Mateos
- Hospital General de México
- Hospital General "Dr. Manuel Gea González"
- Hospital de Psiquiatría "Fray Bernardino Álvarez"
- Centro Dermatológico "Ladislao Pascua"
- Hospital Pediátrico de Coyoacán
- Hospital ABC Campus Observatorio
- Clínica Brimex del Hospital ABC
- Clínica Médica Sur
- Centro Médico Dalinde
- Clínica San Rafael
- Cruz Roja Mexicana
- Hospital "Dr. Luis Sánchez Bulnes"
- Instituto de oftalmología Fundación Conde de Valenciana

## Afiliaciones Internacionales
Los estudiantes de medicina tienen oportunidad de hacer parte de su carrera en hospitales universitarios de España, Francia y Estados Unidos.
- Clínica Universitaria. Facultad de Medicina de la Universidad de Navarra. Pamplona (España).
- The Methodist Hospital. Baylor College of Medicine. Houston, Texas (USA).
- Texas Children's Hospital. Baylor College of Medicine. Houston, Texas (USA).
- Northwestern Memorial Hospital. Universidad de Northwestern Medical School. Chicago, Illinois (USA).
- Children´s Hospital. Universidad de Northwestern Medical School. Chicago, Illinois (USA).
- Evanston Hospital. Northwestern University Medical School. Chicago, Illinois (USA).
- Massachusetts General Hospital. Harvard Medical School. Boston, Massachusetts (USA).
- Tufts-New England Medical Center. Universidad Tufts School of Medicine. Boston, Massachusetts (USA).
- Universidad Tulane School of Medicine. Nueva Orleans, Luisiana (USA).
- Centre Hospitalier Saint-Charles Toul, Meurthe-et-Moselle (Francia).
- Centre Hospitalier Universitaire, Nancy, Meurthe-et-Moselle (Francia).

## Servicio Social
La escuela de Medicina de la Universidad Panamericana ha elaborado convenios con los Estados de México y de Guerrero para colaborar en la supervisión de las actividades del pasante durante su servicio social, así como para apoyarlo con un programa académico que amplíe el proceso educativo en esta etapa de su desarrollo.

## Consejo de Estudiantes de Medicina
Conocido como CEEMUP (Consejo de Estudiantes de la Escuela de Medicina de la Universidad Panamericana), es un organismo interno formado por alumnos de segundo año. Entre sus funciones se encuentran la organización de eventos sociales, el contacto interuniversitario, la promoción de eventos y la defensa de los derechos de los alumnos de la Escuela de Medicina.
Es renovado cada año, mediante un proceso electoral en el que participan todos los alumnos de la escuela.